# WTA Finals 2016 - Singolare
Agnieszka Radwańska era la detentrice del titolo ma è stata sconfitta in semifinale da Angelique Kerber.
In finale Dominika Cibulková ha sconfitto Kerber con il punteggio di 6-3, 6-4.

## Giocatrici
1. Angelique Kerber (finale)
2. Agnieszka Radwańska (semifinale)
3. Simona Halep (round robin)
4. Karolína Plíšková (round robin)

1. Garbiñe Muguruza (round robin)
2. Madison Keys (round robin)
3. Dominika Cibulková (campionessa)
4. Svetlana Kuznetsova (semifinale)

### Riserve
1. Johanna Konta (non ha giocato)

1. Carla Suárez Navarro (non ha giocato)

## Tabellone

### Legenda
| - Q = Qualificato - WC = Wild card - LL = Lucky loser | - ALT = Alternate - SE = Special Exempt - PR = Protected Ranking | - w/o = Walkover - r = Ritirato - d = Squalificato |

### Fase finale
|  | Semifinali | Semifinali          | Semifinali          | Semifinali | Semifinali |  |  | Finale | Finale             | Finale             | Finale | Finale |  |
|  |            |                     |                     |            |            |  |  |        |                    |                    |        |        |  |
|  | 1          | Angelique Kerber    | Angelique Kerber    | 6          | 6          |  |  |        |                    |                    |        |        |  |
|  | 2          | Agnieszka Radwańska | Agnieszka Radwańska | 2          | 1          |  |  | 1      | Angelique Kerber   | Angelique Kerber   | 3      | 4      |  |
|  | 8          | Svetlana Kuznetsova | 6                   | 62         | 4          |  |  | 7      | Dominika Cibulková | Dominika Cibulková | 6      | 6      |  |
|  | 7          | Dominika Cibulková  | 1                   | 7          | 6          |  |  |        |                    |                    |        |        |  |

### Gruppo Rosso
|   |                    | Kerber           | Halep       | Keys     | Cibulková        | RR V–P | Set V-P   | Game V-P    | Classifica |
| 1 | Angelique Kerber   |                  | 6-4, 6-2    | 6-3, 6-3 | 7–6(5), 2-6, 6-3 | 3-0    | 6-1 (86%) | 39-27 (59%) | 1          |
| 3 | Simona Halep       | 4-6, 2-6         |             | 6-2, 6-4 | 3-6, 6(5)–7      | 1-2    | 2-4 (33%) | 27-31 (47%) | 3          |
| 6 | Madison Keys       | 3-6, 3-6         | 2-6, 4-6    |          | 6-1, 6-4         | 1-2    | 2-4 (33%) | 24-29 (45%) | 4          |
| 7 | Dominika Cibulková | 6(5)–7, 6-2, 3-6 | 6-3, 7–6(5) | 1-6, 4-6 |                  | 1-2    | 3-4 (43%) | 33-36 (48%) | 2          |

La classifica viene stilata in base ai seguenti criteri: 1) Numero di vittorie; 2) Numero di partite giocate; 3) Scontri diretti (in caso di due giocatori pari merito); 4) Percentuale di set vinti o di game vinti (in caso di tre giocatori pari merito); 5) Decisione della commissione

### Gruppo Bianco
|   |                     | Radwańska     | Plíšková         | Muguruza         | Kuznetsova       | RR V–P | Set V-P   | Game V-P    | Classifica |
| 2 | Agnieszka Radwańska |               | 7-5, 6-3         | 7-6(1), 6-3      | 5-7, 6-1, 5-7    | 2-1    | 5-2 (71%) | 42-32 (57%) | 2          |
| 4 | Karolína Plíšková   | 5-7, 3-6      |                  | 6-2, 6(4)–7, 7-5 | 6-3, 2-6, 6(7)–7 | 1-2    | 3-5 (38%) | 41-43 (49%) | 3          |
| 5 | Garbiñe Muguruza    | 6(1)-7, 3-6   | 2-6, 7–6(4), 5-7 |                  | 3-6, 6-0, 6-1    | 1-2    | 3-5 (38%) | 38-39 (49%) | 4          |
| 8 | Svetlana Kuznetsova | 7-5, 1-6, 7-5 | 3-6, 6-2, 7–6(7) | 6-3, 0-6, 1-6    |                  | 2-1    | 5-4 (56%) | 38-45 (46%) | 1          |

La classifica viene stilata in base ai seguenti criteri: 1) Numero di vittorie; 2) Numero di partite giocate; 3) Scontri diretti (in caso di due giocatori pari merito); 4) Percentuale di set vinti o di game vinti (in caso di tre giocatori pari merito); 5) Decisione della commissione